# Lista planetelor minore/178101–178200
Aceasta este Lista planetelor minore/178101–178200; pentru a naviga prin lista completă vezi Lista planetelor minore.
Pentru ale detalii vezi și Proiect:Astronomie sau Portal:Astronomie.
| Nume           | Denumire provizorie | Data descoperirii  | Locul descoperirii   | Descoperitor(i)             |
| -------------- | ------------------- | ------------------ | -------------------- | --------------------------- |
| 178101 -       | 2006 ST256          | 26 septembrie 2006 | Kitt Peak            | Spacewatch                  |
| 178102 -       | 2006 SJ278          | 28 septembrie 2006 | Mount Lemmon         | Mount Lemmon Survey⁠(d)      |
| 178103 -       | 2006 SH280          | 29 septembrie 2006 | Anderson Mesa        | LONEOS                      |
| 178104 -       | 2006 SJ281          | 30 septembrie 2006 | Siding Spring        | SSS                         |
| 178105 -       | 2006 SC284          | 26 septembrie 2006 | Catalina             | CSS                         |
| 178106 -       | 2006 SD286          | 19 septembrie 2006 | Catalina             | CSS                         |
| 178107 -       | 2006 SL300          | 26 septembrie 2006 | Catalina             | CSS                         |
| 178108 -       | 2006 SV312          | 27 septembrie 2006 | Kitt Peak            | Spacewatch                  |
| 178109 -       | 2006 SN313          | 27 septembrie 2006 | Kitt Peak            | Spacewatch                  |
| 178110 -       | 2006 SN328          | 27 septembrie 2006 | Kitt Peak            | Spacewatch                  |
| 178111 -       | 2006 SU328          | 27 septembrie 2006 | Kitt Peak            | Spacewatch                  |
| 178112 -       | 2006 SZ366          | 20 septembrie 2006 | Anderson Mesa        | LONEOS                      |
| 178113 -       | 2006 SA381          | 27 septembrie 2006 | Apache Point         | A. C. Becker⁠(d)             |
| 178114 -       | 2006 SA391          | 17 septembrie 2006 | Catalina             | CSS                         |
| 178115 -       | 2006 SB393          | 27 septembrie 2006 | Catalina             | CSS                         |
| 178116 -       | 2006 TK7            | 10 octombrie 2006  | Gnosca⁠(d)            | S. Sposetti⁠(d)              |
| 178117 -       | 2006 TG8            | 4 octombrie 2006   | Mount Lemmon         | Mount Lemmon Survey⁠(d)      |
| 178118 -       | 2006 TD12           | 3 octombrie 2006   | Kitt Peak            | Spacewatch                  |
| 178119 -       | 2006 TX18           | 11 octombrie 2006  | Kitt Peak            | Spacewatch                  |
| 178120 -       | 2006 TU24           | 12 octombrie 2006  | Palomar              | NEAT                        |
| 178121 -       | 2006 TX24           | 12 octombrie 2006  | Kitt Peak            | Spacewatch                  |
| 178122 -       | 2006 TS25           | 12 octombrie 2006  | Kitt Peak            | Spacewatch                  |
| 178123 -       | 2006 TT30           | 12 octombrie 2006  | Kitt Peak            | Spacewatch                  |
| 178124 -       | 2006 TW31           | 12 octombrie 2006  | Kitt Peak            | Spacewatch                  |
| 178125 -       | 2006 TR33           | 12 octombrie 2006  | Kitt Peak            | Spacewatch                  |
| 178126 -       | 2006 TZ38           | 12 octombrie 2006  | Kitt Peak            | Spacewatch                  |
| 178127 -       | 2006 TU42           | 12 octombrie 2006  | Kitt Peak            | Spacewatch                  |
| 178128 -       | 2006 TL43           | 12 octombrie 2006  | Kitt Peak            | Spacewatch                  |
| 178129 -       | 2006 TB47           | 12 octombrie 2006  | Kitt Peak            | Spacewatch                  |
| 178130 -       | 2006 TR47           | 12 octombrie 2006  | Kitt Peak            | Spacewatch                  |
| 178131 -       | 2006 TT47           | 12 octombrie 2006  | Kitt Peak            | Spacewatch                  |
| 178132 -       | 2006 TL49           | 12 octombrie 2006  | Palomar              | NEAT                        |
| 178133 -       | 2006 TU49           | 12 octombrie 2006  | Palomar              | NEAT                        |
| 178134 -       | 2006 TM50           | 12 octombrie 2006  | Kitt Peak            | Spacewatch                  |
| 178135 -       | 2006 TE53           | 12 octombrie 2006  | Kitt Peak            | Spacewatch                  |
| 178136 -       | 2006 TJ55           | 12 octombrie 2006  | Palomar              | NEAT                        |
| 178137 -       | 2006 TV55           | 12 octombrie 2006  | Palomar              | NEAT                        |
| 178138 -       | 2006 TE62           | 9 octombrie 2006   | Palomar              | NEAT                        |
| 178139 -       | 2006 TX63           | 10 octombrie 2006  | Palomar              | NEAT                        |
| 178140 -       | 2006 TY70           | 11 octombrie 2006  | Palomar              | NEAT                        |
| 178141 -       | 2006 TP71           | 11 octombrie 2006  | Palomar              | NEAT                        |
| 178142 -       | 2006 TH73           | 11 octombrie 2006  | Palomar              | NEAT                        |
| 178143 -       | 2006 TP73           | 11 octombrie 2006  | Palomar              | NEAT                        |
| 178144 -       | 2006 TZ75           | 11 octombrie 2006  | Palomar              | NEAT                        |
| 178145 -       | 2006 TG80           | 13 octombrie 2006  | Kitt Peak            | Spacewatch                  |
| 178146 -       | 2006 TB83           | 13 octombrie 2006  | Kitt Peak            | Spacewatch                  |
| 178147 -       | 2006 TC87           | 13 octombrie 2006  | Kitt Peak            | Spacewatch                  |
| 178148 -       | 2006 TZ87           | 13 octombrie 2006  | Kitt Peak            | Spacewatch                  |
| 178149 -       | 2006 TO91           | 13 octombrie 2006  | Kitt Peak            | Spacewatch                  |
| 178150 -       | 2006 TN92           | 14 octombrie 2006  | Lulin Observatory⁠(d) | C.-S. Lin⁠(d), Q.-z. Ye      |
| 178151 -       | 2006 TO92           | 14 octombrie 2006  | Lulin Observatory    | C.-S. Lin, Q.-z. Ye         |
| 178152 -       | 2006 TA96           | 12 octombrie 2006  | Palomar              | NEAT                        |
| 178153 -       | 2006 TR97           | 13 octombrie 2006  | Kitt Peak            | Spacewatch                  |
| 178154 -       | 2006 TP109          | 4 octombrie 2006   | Mount Lemmon         | Mount Lemmon Survey⁠(d)      |
| 178155 -       | 2006 TN117          | 3 octombrie 2006   | Apache Point         | A. C. Becker⁠(d)             |
| 178156 Borbála | 2006 UL1            | 17 octombrie 2006  | Piszkéstető⁠(d)       | K. Sárneczky⁠(d), Z. Kuli⁠(d) |
| 178157 -       | 2006 UX5            | 16 octombrie 2006  | Kitt Peak            | Spacewatch                  |
| 178158 -       | 2006 UN6            | 16 octombrie 2006  | Catalina             | CSS                         |
| 178159 -       | 2006 UK8            | 16 octombrie 2006  | Catalina             | CSS                         |
| 178160 -       | 2006 UH11           | 17 octombrie 2006  | Mount Lemmon         | Mount Lemmon Survey⁠(d)      |
| 178161 -       | 2006 UF13           | 17 octombrie 2006  | Mount Lemmon         | Mount Lemmon Survey         |
| 178162 -       | 2006 UG18           | 16 octombrie 2006  | Catalina             | CSS                         |
| 178163 -       | 2006 UL32           | 16 octombrie 2006  | Kitt Peak            | Spacewatch                  |
| 178164 -       | 2006 UN32           | 16 octombrie 2006  | Kitt Peak            | Spacewatch                  |
| 178165 -       | 2006 UB41           | 16 octombrie 2006  | Kitt Peak            | Spacewatch                  |
| 178166 -       | 2006 UD43           | 16 octombrie 2006  | Kitt Peak            | Spacewatch                  |
| 178167 -       | 2006 UH46           | 16 octombrie 2006  | Kitt Peak            | Spacewatch                  |
| 178168 -       | 2006 UZ46           | 16 octombrie 2006  | Kitt Peak            | Spacewatch                  |
| 178169 -       | 2006 UM52           | 17 octombrie 2006  | Mount Lemmon         | Mount Lemmon Survey⁠(d)      |
| 178170 -       | 2006 US53           | 17 octombrie 2006  | Mount Lemmon         | Mount Lemmon Survey         |
| 178171 -       | 2006 UH64           | 23 octombrie 2006  | Kitami⁠(d)            | K. Endate                   |
| 178172 -       | 2006 UM64           | 22 octombrie 2006  | Altschwendt⁠(d)       | W. Ries⁠(d)                  |
| 178173 -       | 2006 UG68           | 16 octombrie 2006  | Catalina             | CSS                         |
| 178174 -       | 2006 UV78           | 17 octombrie 2006  | Kitt Peak            | Spacewatch                  |
| 178175 -       | 2006 UV83           | 17 octombrie 2006  | Kitt Peak            | Spacewatch                  |
| 178176 -       | 2006 UQ84           | 17 octombrie 2006  | Mount Lemmon         | Mount Lemmon Survey⁠(d)      |
| 178177 -       | 2006 UR85           | 17 octombrie 2006  | Kitt Peak            | Spacewatch                  |
| 178178 -       | 2006 UB96           | 18 octombrie 2006  | Kitt Peak            | Spacewatch                  |
| 178179 -       | 2006 UJ98           | 18 octombrie 2006  | Kitt Peak            | Spacewatch                  |
| 178180 -       | 2006 UH123          | 19 octombrie 2006  | Kitt Peak            | Spacewatch                  |
| 178181 -       | 2006 UN141          | 19 octombrie 2006  | Mount Lemmon         | Mount Lemmon Survey⁠(d)      |
| 178182 -       | 2006 UH148          | 20 octombrie 2006  | Mount Lemmon         | Mount Lemmon Survey         |
| 178183 -       | 2006 UG159          | 21 octombrie 2006  | Mount Lemmon         | Mount Lemmon Survey         |
| 178184 -       | 2006 UM160          | 21 octombrie 2006  | Mount Lemmon         | Mount Lemmon Survey         |
| 178185 -       | 2006 UM161          | 21 octombrie 2006  | Mount Lemmon         | Mount Lemmon Survey         |
| 178186 -       | 2006 UV167          | 21 octombrie 2006  | Mount Lemmon         | Mount Lemmon Survey         |
| 178187 -       | 2006 UD177          | 16 octombrie 2006  | Catalina             | CSS                         |
| 178188 -       | 2006 UN193          | 20 octombrie 2006  | Socorro              | LINEAR                      |
| 178189 -       | 2006 UB197          | 20 octombrie 2006  | Kitt Peak            | Spacewatch                  |
| 178190 -       | 2006 UQ198          | 20 octombrie 2006  | Kitt Peak            | Spacewatch                  |
| 178191 -       | 2006 UX203          | 22 octombrie 2006  | Palomar              | NEAT                        |
| 178192 -       | 2006 UN212          | 23 octombrie 2006  | Kitt Peak            | Spacewatch                  |
| 178193 -       | 2006 UZ225          | 20 octombrie 2006  | Palomar              | NEAT                        |
| 178194 -       | 2006 UE227          | 20 octombrie 2006  | Palomar              | NEAT                        |
| 178195 -       | 2006 UP227          | 20 octombrie 2006  | Palomar              | NEAT                        |
| 178196 -       | 2006 UW227          | 20 octombrie 2006  | Palomar              | NEAT                        |
| 178197 -       | 2006 UP231          | 21 octombrie 2006  | Palomar              | NEAT                        |
| 178198 -       | 2006 UP272          | 27 octombrie 2006  | Mount Lemmon         | Mount Lemmon Survey⁠(d)      |
| 178199 -       | 2006 UW284          | 28 octombrie 2006  | Kitt Peak            | Spacewatch                  |
| 178200 -       | 2006 UL288          | 29 octombrie 2006  | Catalina             | CSS                         |